# Kambodzsa az 1972. évi nyári olimpiai játékokon
Kambodzsa az NSZK-beli Münchenben megrendezett 1972. évi nyári olimpiai játékok egyik részt vevő nemzete volt. Az országot az olimpián 3 sportágban 9 sportoló képviselte, akik érmet nem szereztek.

## Atlétika
Férfi
| Versenyző   | Versenyszám | Előfutam | Előfutam | Előfutam | Negyeddöntő | Negyeddöntő | Negyeddöntő | Elődöntő | Elődöntő | Elődöntő | Döntő   | Döntő    |
| Versenyző   | Versenyszám | Idő      | Hely.    | Össz.    | Idő         | Hely.       | Össz.       | Idő      | Hely.    | Össz.    | Idő     | Helyezés |
| ----------- | ----------- | -------- | -------- | -------- | ----------- | ----------- | ----------- | -------- | -------- | -------- | ------- | -------- |
| Samphon Mao | 100 m       | 10,95    | 7.       | 70.*     | kiesett     | kiesett     | kiesett     | kiesett  | kiesett  | kiesett  | kiesett | kiesett  |
| Savin Chem  | 400 m       | 48,82    | 7.       | 55.      | kiesett     | kiesett     | kiesett     | kiesett  | kiesett  | kiesett  | kiesett | kiesett  |

| Versenyző | Versenyszám | Selejtező | Selejtező | Döntő    | Döntő    |
| Versenyző | Versenyszám | Eredmény  | Helyezés  | Eredmény | Helyezés |
| --------- | ----------- | --------- | --------- | -------- | -------- |
| Sitha Sin | Magasugrás  | 190 cm    | 36.**     | kiesett  | kiesett  |

Női
| Versenyző  | Versenyszám | Előfutam | Előfutam | Előfutam | Negyeddöntő | Negyeddöntő | Negyeddöntő | Elődöntő | Elődöntő | Elődöntő | Döntő   | Döntő    |
| Versenyző  | Versenyszám | Idő      | Hely.    | Össz.    | Idő         | Hely.       | Össz.       | Idő      | Hely.    | Össz.    | Idő     | Helyezés |
| ---------- | ----------- | -------- | -------- | -------- | ----------- | ----------- | ----------- | -------- | -------- | -------- | ------- | -------- |
| Meas Kheng | 100 m       | 12,72    | 8.       | 44.      | kiesett     | kiesett     | kiesett     | kiesett  | kiesett  | kiesett  | kiesett | kiesett  |
| Meas Kheng | 200 m       | 25,86    | 7.       | 34.      | kiesett     | kiesett     | kiesett     | kiesett  | kiesett  | kiesett  | kiesett | kiesett  |

* - egy másik versenyzővel azonos időt ért el

** - két másik versenyzővel azonos eredményt ért el

## Ökölvívás
| Versenyző | Versenyszám | Selejtező                          | 32-es főtábla                | Nyolcaddöntő      | Negyeddöntő       | Elődöntő          | Döntő             | Helyezés    |
| Versenyző | Versenyszám | Ellenfél Eredmény                  | Ellenfél Eredmény            | Ellenfél Eredmény | Ellenfél Eredmény | Ellenfél Eredmény | Ellenfél Eredmény | Helyezés    |
| --------- | ----------- | ---------------------------------- | ---------------------------- | ----------------- | ----------------- | ----------------- | ----------------- | ----------- |
| Khong Oh  | Légsúly     | Gerd Schubert (FRG) · visszalépett | kiesett                      | kiesett           | kiesett           | kiesett           | kiesett           | helyezetlen |
| Soth Sun  | Pehelysúly  | erőnyerő                           | Habibu Kinyogoli (TAN) · 0-5 | kiesett           | kiesett           | kiesett           | kiesett           | 17.         |

## Úszás
Férfi
| Versenyző                                         | Versenyszám            | Előfutam | Előfutam | Előfutam | Elődöntő | Elődöntő | Elődöntő | Döntő   | Döntő    |
| Versenyző                                         | Versenyszám            | Idő      | Hely.    | Össz.    | Idő      | Hely.    | Össz.    | Idő     | Helyezés |
| ------------------------------------------------- | ---------------------- | -------- | -------- | -------- | -------- | -------- | -------- | ------- | -------- |
| Samnang Prak                                      | 100 m gyors            | 59,18    | 6.       | 45.      | kiesett  | kiesett  | kiesett  | kiesett | kiesett  |
| Samnang Prak                                      | 200 m gyors            | 2:13,34  | 6.       | 45.      |          |          |          | kiesett | kiesett  |
| Sarun Van                                         | 100 m hát              | 1:07,26  | 7.       | 37.      | kiese    | kiese    | kiese    | kiese   | kiese    |
| Sarun Van                                         | 200 m hát              | 2:24,42  | 5.       | 33.      |          |          |          | kiesett | kiesett  |
| Sokhon Yi                                         | 100 m mell             | 1:11,00  | 5.       | 34.      | kiesett  | kiesett  | kiesett  | kiesett | kiesett  |
| Sokhon Yi                                         | 200 m mell             | 2:34,77  | 5.       | 31.      |          |          |          | kiesett | kiesett  |
| Chhay-Kheng Nhem                                  | 100 m pillangó         | 1:05,12  | 7.       | 37.      | kiesett  | kiesett  | kiesett  | kiesett | kiesett  |
| Sarun Van Sokhon Yi Chhay-Kheng Nhem Samnang Prak | 4 × 100 m vegyes váltó | 4:20,71  | 6.       | 17.      |          |          |          | kiesett | kiesett  |